# Carrot River
Carrot River es un pueblo canadiense situado en la provincia de Saskatchewan.

## Superficie
Carrot River tiene una superficie de 1,75 km².

## Demografía
En 2021, tenía 946 habitantes, una densidad poblacional de 541,4 hab./km², y 463 viviendas.